# Cantone di Pontvallain
Il Cantone di Pontvallain era una divisione amministrativa dell'arrondissement di La Flèche.
È stato soppresso a seguito della riforma complessiva dei cantoni del 2014, che è entrata in vigore con le elezioni dipartimentali del 2015.
Comprendeva i comuni di:
- Cérans-Foulletourte
- Château-l'Hermitage
- La Fontaine-Saint-Martin
- Mansigné
- Oizé
- Pontvallain
- Requeil
- Saint-Jean-de-la-Motte
- Yvré-le-Pôlin